# 人形の家
『人形の家』（にんぎょうのいえ、丁: Et dukkehjem [ed̥ ˈd̥ɔɡ̊əjɛmˀ]）は、1879年にヘンリック・イプセンによって書かれた戯曲。

## 概説
1879年、デンマーク王立劇場で上演された。弁護士ヘルメルの妻ノラ（ノーラ）を主人公とし、新たな時代の女性の姿を世に示した作品。全3幕。
世界的にイプセンの代表作とされている。この作品（あるいは前作の『社会の柱』）をもってイプセンの社会劇あるいは中期問題劇の始まりと見なすのが一般的であり、彼はこの後ほぼ2年に1作のペースで作品を書き上げることになる。リアリズム演劇あるいは近代劇の代表作品であり、同時にしばしばフェミニズム運動の勃興とともに語られる作品である。この作品の成功がイプセンを一躍世界的な劇作家とした。西欧内部だけでなく、アジア諸国の女性解放運動や新劇（日本）、話劇（中国）など伝統演劇とは異なる新演劇の形成に直接の影響を与えた。

## 登場人物
- トルヴァル・ヘルメル：弁護士
- ノラ（ノーラ）：主人公。その妻
- ドクトル・ランク
- リンデ夫人
- ニルス・クロクスタ
- ヘルメル家の三人の子供たち
- アンネ・マリーエ：乳母
- 女中
- ポーター

## あらすじ
弁護士ヘルメルと妻ノラ（ノーラ）は公私ともに充実した生活を送っていたが、クリスマスイブに事件が訪れる。
ヘルメルは年明けから信託銀行の頭取に就任することとなり、その部下となる予定のクロクスタが、ノラを訪ねた。クロクスタはヘルメルと旧知の仲であったが疎まれており、ヘルメルの頭取就任後に解雇される予定であった。ノラはクロクスタの解雇撤回の頼みを断ろうとするが、クロクスタはノラが過去に犯した違法行為の証拠を握っていることを明かす。それはかつてヘルメルが重病に陥り金銭が必要になったとき、ノラはクロクスタから借金をし、その際に借用証書の父のサインを偽造したのであった。当時、父は死の床にあったため、それは苦肉の策でもあった。もし解雇されるなら、この秘密を暴露するとクロクスタに宣言されたノラは悩む。
ノラはヘルメルにクロクスタの解雇を取り消すよう頼むが、事情を知らないヘルメルは取り合わず、クロクスタは解雇を通告される。宣言どおりクロクスタは秘密を暴露する手紙をヘルメルに送りつけた。事情を知ったヘルメルは激怒し、ノラをさんざんに罵倒するが、その最中に改心したクロクスタから借用証書が返送されてくる。先ほどまでの態度を豹変させ、ヘルメルは微笑んで甘い言葉を発するようになる。ノラは今までにヘルメルから愛情を受けていると思っていたが、実は自分を人形のように可愛がっていただけであり、一人の人間として対等に見られていないことに気づき、ヘルメルの制止を振り切って家を出る。

## 主な日本語訳
- 独和対訳ノラ（小野秀雄訳、南山堂、1913年） ‐ 最初期の邦訳書。1911年の文芸協会による舞台（松井須磨子主演・島村抱月訳）の成功に肖り翻訳され、ドイツ語関連書としては異例の7刷6千部を売り上げた。[2][3]
- 人形の家（矢崎源九郎訳、新潮文庫、改版2016年）
- 人形の家（原千代海訳、岩波文庫、1996年）- 旧訳版は竹山道雄
- 人形の家（山室静訳、角川文庫、改版1990年）
- 人形の家（毛利三彌訳、論創社・近代古典劇翻訳＜注釈付＞シリーズ、2020年）

## 日本での公演

### 1911年公演

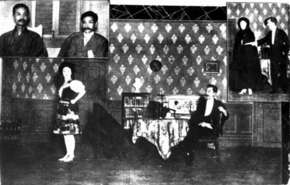
坪内逍遥邸で行われた『人形の家』初演（1911年）

日本における初演は文芸協会による。会長の坪内逍遥の私邸内に建てられた文芸協会試演場で公演された。
- 1911年（明治44年）9月22日～9月24日、文芸協会演劇研究所私演場（第二幕を省略した形で上演）
- 1911年（明治44年）11月28日～12月5日、帝国劇場（第2回公演。島村抱月訳。三幕全部を上演[5]。翌1912年（明治45年）3月14日から21日まで大阪中座でも上演された。）

9月公演のキャストは以下の通り。表記は当時による。
- ノラ：松井須磨子、ヘルメル：土肥春曙、クロッグスタット：東儀鉄笛、ランク：森英次郎、エレン：横川唯治、アンナ：佐々木積、リンデ夫人：廣田濱子

### 1928年公演
築地小劇場 イプセン生誕百年記念公演
- 訳：森鷗外、演出：青山杉作
- 1928年（昭和3年）3月1日～3月10日
- ノラ：村瀬幸子、ヘルメル：丸山定夫

### 1946年公演
東京芸術劇場 第一回公演
- 訳：島村抱月、演出：土方与志[8]
- 1946年（昭和21年）3月1日～3月17日、有楽座
- ヘルマー：滝沢修、ノラ：信千代、ランク：森雅之、リンデン夫人：竹久千恵子、クログスタッド：薄田研二、アンナ：山本安英、エレン：椿澄枝

### 1958年公演
劇団民藝 新劇50年記念公演
- 訳・演出：菅原卓
- 1958年（昭和33年）3月30日～4月20日、砂防会館
- ノラ：轟夕起子、清水将夫、下條正巳、信欣三、松下達夫、北林谷栄、佐々木すみ江、黒田郷子、岩崎ちえ

### 1971年公演
ノルウェー国立劇場 日本公演
- 演出：エーディト・ローゲル、制作：日本文化財団
- 1971年（昭和46年）9月21日～10月11日、国立劇場ほか[10]
- ノーラ：インゲリッド・バルドゥン、ヘルメル：エスペン・シェーンベルグ、クロクスタ：フランク・ローベルト、リンデ夫人：アストリッド・フォルスタ、医師ランク：ヨアヒム・カルメイヤー、アンネ・マリー：エービィ・エンゲルヌボルグ

### 1978年公演
劇団俳優座 イプセン生誕150周年記念公演
- 訳：毛利三彌、演出：千田是也／内田透、後援：ノルウェー王国大使館
- 1978年（昭和53年）5月22日～5月30日、俳優座劇場

### 2000年公演
シアターΧ提携公演 イプセン現代劇連続上演 第2作
- 訳・台本・演出：毛利三彌[13]、制作：名取事務所、後援：ノルウェー王国大使館
- 2000年（平成12年）10月11日～10月15日、シアターΧ[14]
- ノーラ：日下由美、原康義、リンデ夫人：土井美加、若松泰弘、児玉泰次

### 2012年公演
現代演劇協会 RADAイン東京二十周年記念公演
- 訳：三輪えり花、演出：ニコラス・バーター
- 2012年（平成24年）9月7日～9月9日、シアターグリーン BIG TREE THEATER
- クログスタット：松橋登、ランク：得丸伸二、ヘルメル：石田博英、ノラ：井上薫、リンデ夫人：要田禎子、アンヌ：江川泰子

### 2017年公演
俳優座劇場プロデュース公演『音楽劇人形の家』
- 翻訳：原 千代海、演出：西川信廣、作曲・音楽＝上田 亨、作詞＝宮原芽映
- 2017年1月26日 - 29日、俳優座劇場
- 2017年1月31日～2月28日 千葉／四街道／所沢／船橋／松戸／王子／埼玉／大宮／昭島／八王子／練馬／桶川／板橋／町田
- ノラ：土居裕子、ヘルメル：大場泰正、リンデ夫人：古坂るみ子、クロクスタ：畠中洋、ランク：進藤忠

### 2019年公演
りゅーとぴあプロデュース
- 上演台本：笹部博司、演出：一色隆司
- 2019年5月10日 - 20日、新潟りゅーとぴあ 新潟市民芸術文化会館 劇場 / 2019年5月23日 - 24日、兵庫県立芸術文化センター 阪急中ホール
- ノラ：北乃きい、ヘルメル：佐藤アツヒロ、リンデ夫人：大空ゆうひ、クロクスタ：松田賢二、ランク：淵上泰史

### 2022年公演
俳優座劇場プロデュース公演『音楽劇人形の家』 』
- 翻訳：原 千代海、演出：西川信廣、作曲・音楽＝上田 亨、作詞＝宮原芽映
- 2022年9月8日 - 11日、俳優座劇場
- 2022年9月14日～12月12日 九州/四国/中部北陸
- ノラ：土居裕子、ヘルメル：大場泰正、リンデ夫人：髙橋美沙、クロクスタ：畠中洋、ランク：進藤忠

2024年公演
深作組ドイツ・ヒロイン三部作第一弾『ノラーあるいは、人形の家ー』
- 翻訳：大川珠季、演出：深作健太、音楽：西川裕一
- 2024年5月23日 - 26日　銕仙会能楽研修所
- 2024年6月1日、2日　水戸芸術館ACM劇場
- ノラ：夏川椎菜、ヘルメル：宮地大介、リンデ夫人：高山のえみ、クロクスタ：川久保拓司、ランク：塩谷亮、へレーネ：荻沼栄音、エミー：寺戸花